# Szex receptre
A Szex receptre (eredeti cím: Kiki, el amor se hace) 2016-ban bemutatott spanyol erotikus filmvígjáték, melynek rendezője, forgatókönyvírója és egyik főszereplője Paco León. További fontosabb szerepekben Ana Katz, Natalia de Molina és Álex García látható. A film a 2014-es ausztrál Szexterápia remake-je.
Spanyolországban 2016. április 1-én mutatták be a mozikban. Magyarországon 2016. július 21-én jelent meg az ADS Service forgalmazásában. Összességében pozitív kritikákat kapott, a 31. Goya-díjátadón négy kategóriában jelölték díjakra.

## Szereplők
| Szereplő      | Színész            | Magyar hang      |
| ------------- | ------------------ | ---------------- |
| Paco          | Paco León          | Szatory Dávid    |
| Ana           | Ana Katz           | Pikali Gerda     |
| Mª Candelaria | Candela Peña       | Náray Erika      |
| Natalia       | Natalia de Molina  | Ruttkay Laura    |
| Belén         | Belén Cuesta       | Orosz Anna       |
| Antonio       | Luis Callejo       | Tarján Péter     |
| José Luis     | Luis Bermejo       | Galbenisz Tomasz |
| Sandra        | Alexandra Jiménez  | Zakariás Éva     |
| Paloma        | Mari Paz Sayago    | Kocsis Judit     |
| Álex          | Álex García        | Varga Gábor      |
| Maite         | Mariola Fuentes    | Kocsis Mariann   |
| Pszichológus  | Eduardo Recabarren | Szersén Gyula    |
| Doktornő      | Blanca Apilánez    | Szórádi Erika    |